# Phycidae
Famille
Les Phycidae sont une famille de poissons marins de l'ordre des Gadiformes.

## Systématique
Cette famille n'est pas reconnue par l’ITIS qui place ces deux genres sous la sous-famille Phycinae, elle-même placée dans la famille des Gadidae. En revanche, elle est reconnue par FishBase et le WoRMS.

## Liste des genres
Selon FishBase (6 août 2016) et World Register of Marine Species (6 août 2016) :
- genre Phycis Walbaum, 1792
- genre Urophycis Gill, 1863

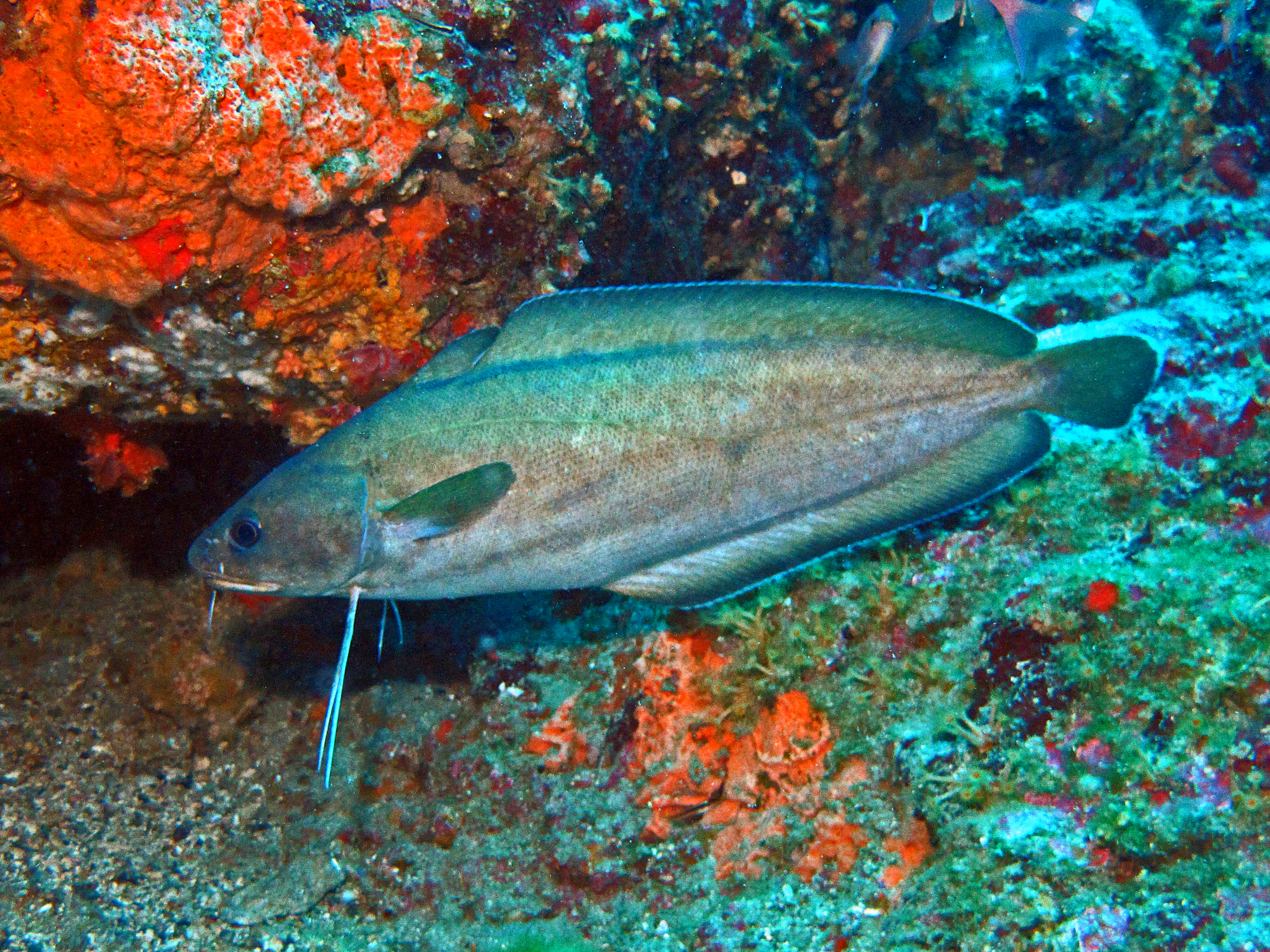
Phycis phycis.
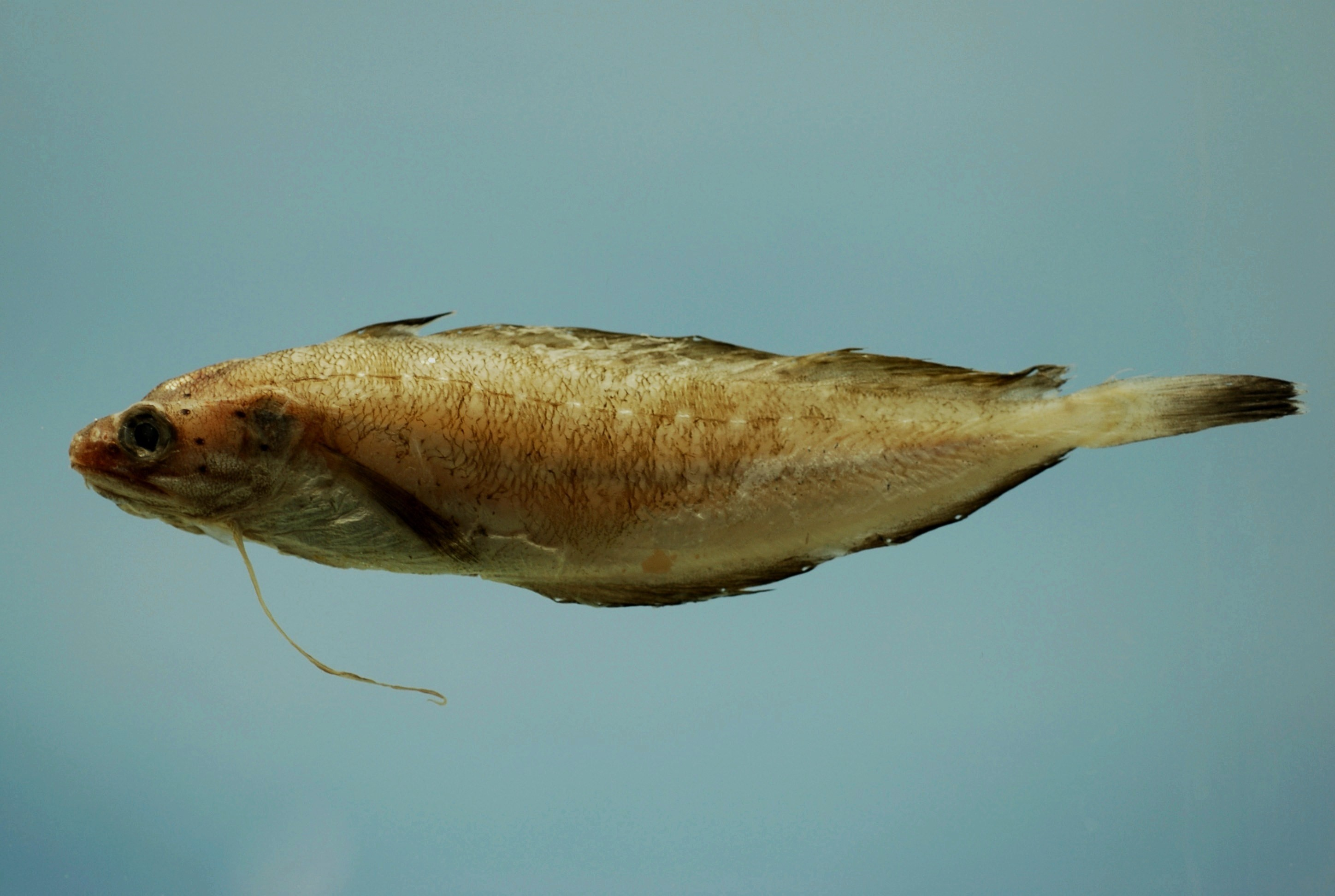
Urophycis floridana.